# Нарукавний знак «За знищений танк»

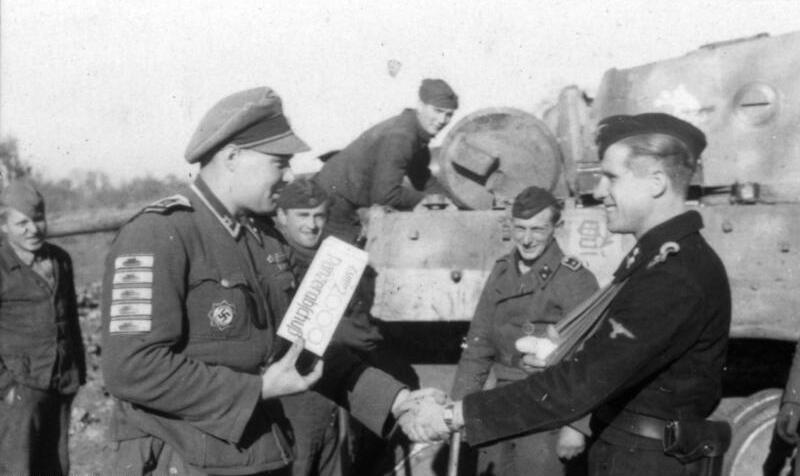
Нагородження Адольфа Пайхля (Adolf Peichl; 11 знищенних танків) черговим нарукавним знаком

Нарукавний знак «За знищений танк» (нім. «Sonderabzeichen für das Niederkämpfen von Panzerkampfwagen durch Einzelkämpfer») — нарукавний знак, німецька військова нагорода часів Третього Рейху. Мав два ступені — перший і другий. Всього знаком було нагороджено понад 10 тисяч військовослужбовців.

## Історія
Нарукавний знак «За знищений танк» було засновано 9 березня 1942. До введення нарукавного знаку, військовикам вручався нагрудний знак «За участь у загальних штурмових атаках» — за одноосібне знищення восьми танків противника або іншої бронетехніки. Нагородженню підлягали всі військовослужбовці, яки знищили танк чи іншу бронетехніку, включаючи бронеавтомобілі, ручною зброєю (протитанковою рушницею, гранатометом, гранатами тощо) в бойових умовах, починаючи з 22 червня 1941. Після стрімкого збільшення кількості нагороджених, 18 грудня 1943 був заснований 1-й ступінь нагороди, відповідно початковий варіант знака набув статусу 2-го ступеня. Не підлягали нагородженню військовослужбовці танкових (в тому числі САУ) та протитанкових артилерійських підрозділів.

## Опис знака та критерії нагородження

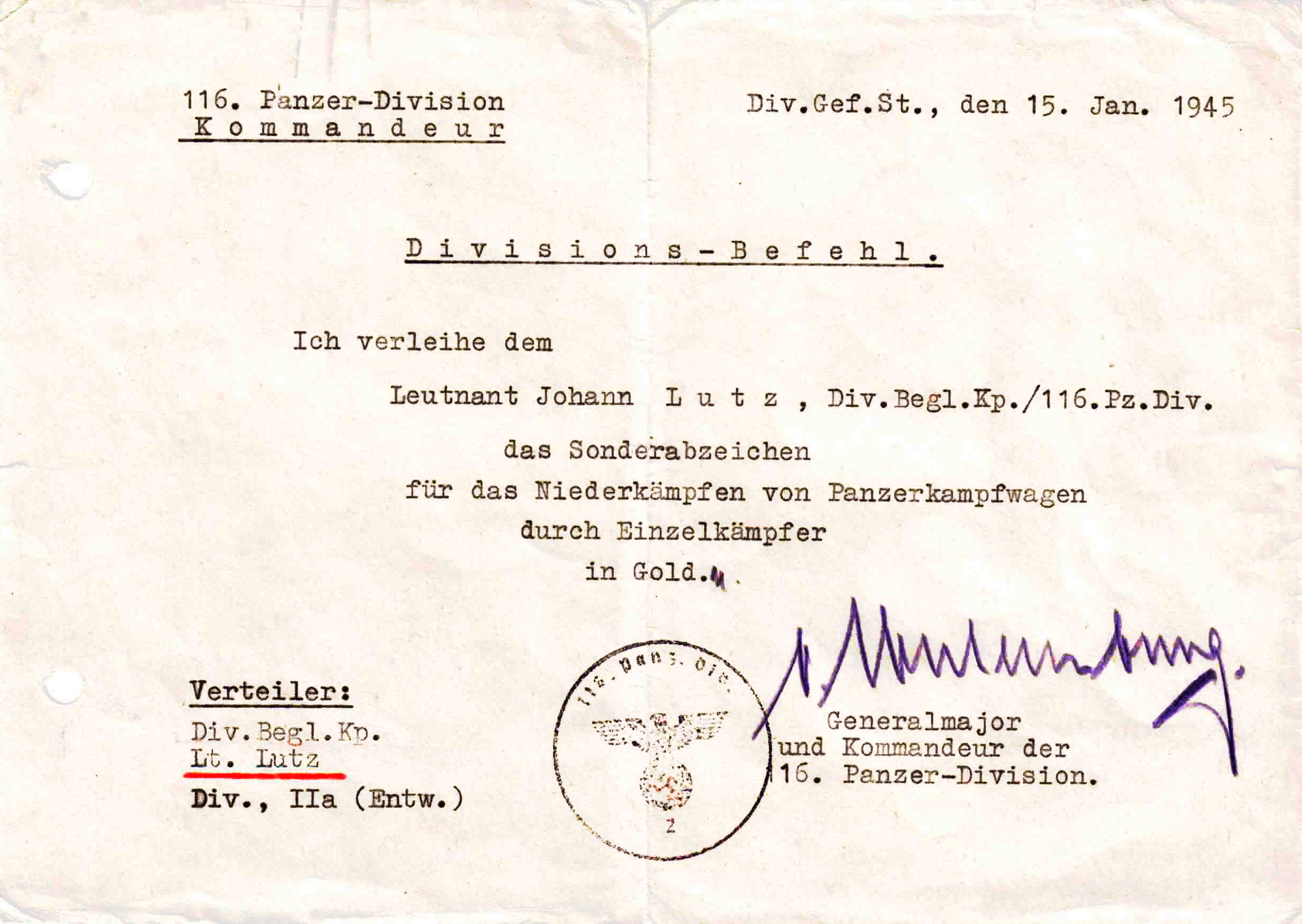
Нагородний документ на нарукавний знак 1-го ступіня

На знаку 2-го ступеня, зображення танка PzKpfw IV закріплено на срібній стрічці. Зображення виготовлялося із бронзи з подальшим чорнінням, розмір танка дорівнював 43×18 мм. Він кріпився за допомогою трьох зубців по центру нагородної стрічки з металізованої срібної нитки. У 2-х мм від краю стрічки, зверху і знизу, було вишито чорною ниткою дві тонкі 4-х мм смуги. Розмір стрічки становив 88×32 мм. Стрічка для знаку 1-го ступеня виготовлялася з металізованої нитки золотистого кольору, зображення танка PzKpfw IV виготовлялося з бронзи, але мало позолочене фінішне покриття.
Критерії для нагородження нагрудним знаком «За знищений танк» були такі:
- 2-й ступінь (із сріблястою стрічкою) — за знищення одного танка противника;
- 1-й ступінь (із золотистою стрічкою) — за знищення п'яти танків противника.

Знак носили у верхній частині правого рукава, спосіб кріплення — ниткою. Кожен наступний знак кріпився нижче попереднього (але не більше 4-х знаків 2-го ступеня). Після знищення п'ятого танка, знаки 2-го ступеня слід було замінити на знак 1-го ступеня. При знищенні наступного танка противника, черговий знак (2-го ступеня) кріпився нижче знака 1-го ступеня.

## Відомі нагороджені
Володарем найбільшої кількості знаків «За знищений танк» став обер-лейтенант Гюнтер Фіценц, який знищив 21 танк противника.
- Фрідріх Андінг — знищив 18 танків.
- Адольф Пайхль — знищив 11 танків.
- Густав Валле — знищив 9 танків.
- Непомук Штюцле — знищив 7 танків.